# Basler Münsterkantorei
Die Basler Münsterkantorei ist ein gemischter Konzertchor in Basel in der Schweiz, der Werke der Chormusik einstudiert und aufführt. Die Kantorei ist am Basler Münster beheimatet.
Die Kantorei wurde nach über 50-jährigem Bestehen 1990 als eigenständiger Verein neu gegründet und ist Mitglied des Basler Musikkonvents. Der Schwerpunkt der Arbeit liegt auf anspruchsvoller geistlicher Musik aus allen Epochen. Der aus ca. 60 Sänger(inne)n verschiedener Altersgruppen bestehende Chor arbeitete u. a. mit dem Barockorchester Capriccio Basel, dem Kammerorchester Basel, der Basel Sinfonietta, dem Collegium Musicum Basel und der Südwestdeutschen Philharmonie Konstanz und professionellen Solistinnen und Solisten zusammen. Geleitet wurde die Kantorei 1962–1971 von Martin Flämig, 1972–1990 von Klaus Knall, von 1992 bis 2011 durch Stefan Beltinger. Seit 2012 steht ihr die Dirigentin Annedore Neufeld vor.
Neben zwei grossen Konzerten an Karfreitag und am vierten Adventssonntag gestaltet der Chor regelmässig Gottesdienste, Vespern und Offene Singen am Basler Münster mit.

## Repertoire (Auszug)
- Gregorio Allegri: Miserere
- Johann Sebastian Bach: Johannes-Passion, Markus-Passion, Matthäus-Passion, Weihnachtsoratorium
- Johann Christian Bach: Magnificat
- Bach-Söhne: Weihnachtsmusik und Karfreitagsmusik
- Bernhard Batschelet: Passion 2000
- Stefan Beltinger: Magni consilii Angelus (Uraufführung)
- Antonio Caldara: Stabat Mater und Missa Dolorosa
- Dietrich Buxtehude: Membra Jesu nostri
- Marc-Antoine Charpentier: Te Deum und Messe de Minuit
- Hugo Distler: Choralpassion, Die Weihnachtsgeschichte
- Giovanni Gabrieli: Mehrchörige Weihnachtsmusik
- Carl Heinrich Graun: Der Tod Jesu
- Georg Friedrich Händel: Messiah, Brockes-Passion
- Joseph Haydn: Stabat Mater
- Arthur Honegger: Cantate de Noël
- Felix Mendelssohn Bartholdy: Weihnachtsmusik, Motetten
- Olivier Messiaen: O sacrum convivium
- Arvo Pärt: Passio
- Francis Poulenc: Gloria
- Josef Gabriel Rheinberger: Missa in natali Domini und Der Stern von Bethlehem
- Camille Saint-Saëns: Oratorio de Noël
- Heinrich Schütz: Musikalische Exequien, Weihnachtshistorie, Psalmen Davids
- Georg Philipp Telemann: Der Tod Jesu
- Johann Theile: Matthäuspassion
- Tomás Luis de Victoria: Officium Hebdomadae Sanctae
- Zahlreiche A-cappella-Werke von Renaissance bis Spätromantik